# Concistori di papa Clemente VI

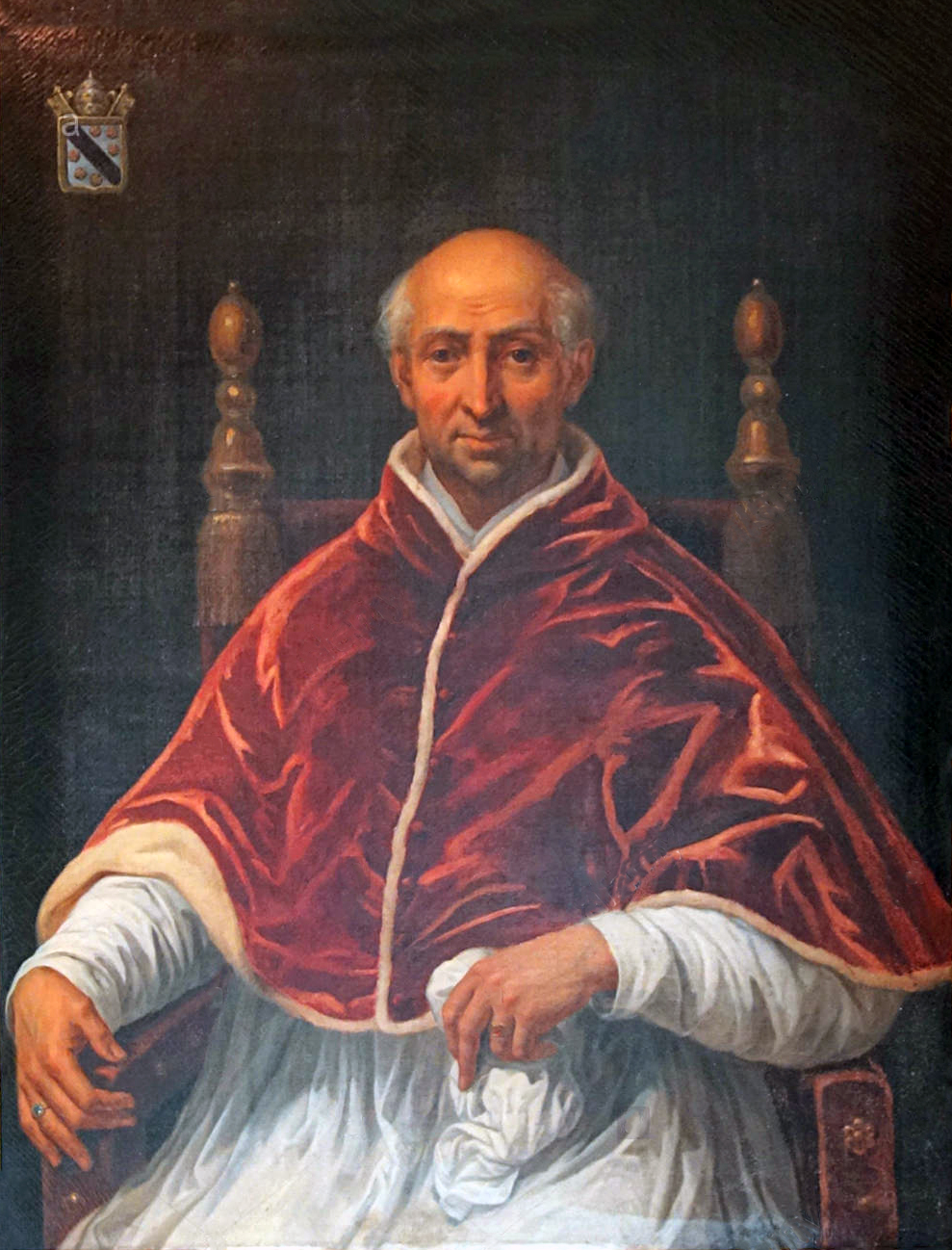
Henri Auguste César Serrure, Ritratto di Clemente VI (XIX secolo); olio su tela, Palazzo dei Papi, Avignone.

Questa voce raccoglie l'elenco completo dei concistori per la creazione di nuovi cardinali presieduti da papa Clemente VI, con l'indicazione di tutti i cardinali creati su cui si hanno informazioni documentarie (27 nuovi cardinali in 4 concistori). I nomi sono posti in ordine di creazione.

## 20 settembre 1342 (I)
- Élie de Nabinal, O.F.M., patriarca titolare di Gerusalemme dei Latini; creato cardinale presbitero di San Vitale (morto nel gennaio 1348)
- Guy de Boulogne, arcivescovo di Lione; creato cardinale presbitero di Santa Cecilia (morto nel novembre 1373)
- Aymeric de Chalus, vescovo di Chartres; creato cardinale presbitero dei Santi Silvestro e Martino ai Monti (morto nell'ottobre 1348 o 1349)
- Andrea Ghini Malpighi, vescovo di Tournai; creato cardinale presbitero di Santa Susanna (morto nel giugno 1343)
- Étienne Aubert, vescovo di Clermont; creato cardinale presbitero dei Santi Giovanni e Paolo; poi eletto Papa Innocenzo VI il 18 dicembre 1352 (morto nel settembre 1362)
- Hugues Roger, O.S.B., vescovo eletto di Tulle; creato cardinale presbitero di San Lorenzo in Damaso (morto nell'ottobre 1363)
- Ademaro Robert, protonotario apostolico, uditore della Sacra Rota Romana; creato cardinale presbitero di Sant'Anastasia (morto nel dicembre 1352)
- Gerard de Daumar, O.P., maestro generale del suo Ordine; creato cardinale presbitero di Santa Sabina (morto nel settembre 1343)
- Pierre Cyriac; creato cardinale presbitero di San Crisogono (morto nel 1351)
- Bernard de la Tour d'Auvergne, nipote di Sua Santità, canonico del capitolo della Cattedrale di Lione; creato cardinale diacono di Sant'Eustachio (morto nell'agosto 1361)
- Guillaume de la Jugée, nipote di Sua Santità, arcidiacono del capitolo della Cattedrale di Notre-Dame; creato cardinale diacono di Santa Maria in Cosmedin (morto nell'aprile 1374)

## 19 maggio 1344 (II)
- Pierre Bertrand, junior, vescovo di Arras; creato cardinale presbitero di Santa Susanna (morto nel luglio 1361)
- Nicolas de Besse, vescovo di Limoges (Francia); creato cardinale diacono di Santa Maria in Via Lata (morto nel novembre 1369)

## 28 (o 29) maggio 1348 (III)
- Pierre Roger de Beaufort, nipote di Sua Santità, protonotario apostolico, arcidiacono del capitolo della Cattedrale di Notre-Dame; creato cardinale diacono di Santa Maria Nuova; poi eletto papa con il nome di Gregorio XI il 30 dicembre 1370 (morto nel marzo 1378)
- Dominique Serra, O.de M., maestro generale del suo Ordine; creato cardinale presbitero di Santa Maria in Trastevere (morto nel luglio 1348)

## 17 dicembre 1350 (IV)
- Gil Álvarez de Albornoz, Can.Reg.O.S.A., arcivescovo di Toledo; creato cardinale presbitero di San Clemente (morto nell'agosto 1367)
- Pasteur de Sarrats, O.F.M., arcivescovo di Embrun; creato cardinale presbitero dei Santi Marcellino e Pietro (morto nell'ottobre 1356)
- Raimondo di Canillac, C.R.S.A., nipote di Sua Santità, arcivescovo di Tolosa; creato cardinale presbitero di Santa Croce in Gerusalemme (morto nel giugno 1373)
- Guillaume d'Aigrefeuille, senior, O.S.B., cugino di Sua Santità, arcivescovo di Saragozza; creato cardinale presbitero di Santa Maria in Trastevere (morto nell'ottobre 1369)
- Niccolò Capocci, nipote di papa Onorio IV, vescovo di Urgell, cancelliere di Giovanni II, Re di Francia; creato cardinale presbitero di San Vitale (morto nel luglio 1368)
- Pectin de Montesquieu, vescovo di Albi; creato cardinale presbitero dei Santi XII Apostoli (morto nel febbraio 1355)
- Arnaud de Villemur, C.R.S.A., vescovo di Pamiers; creato cardinale presbitero di San Sisto (morto nell'ottobre 1355)
- Pierre de Cros, vescovo di Auxerre; creato cardinale presbitero dei Santi Silvestro e Martino ai Monti (morto nel settembre 1361)
- Gilles Rigaud, O.S.B., abate del monastero di Saint-Denis; creato cardinale presbitero di Santa Prassede (morto nel settembre 1353)
- Jean de Moulins, O.P., maestro generale del suo Ordine; creato cardinale presbitero di Santa Sabina (morto nel febbraio 1353)
- Rinaldo Orsini, protonotario apostolico, arcidiacono di Liegi; creato cardinale diacono di Sant'Adriano al Foro (morto nel giugno 1374)
- Jean de Caraman, nipote di Papa Giovanni XXII, canonico della Cattedrale di Tours, protonotario apostolico; creato cardinale diacono di San Giorgio in Velabro (morto nell'agosto 1361)

## Fonti
- (EN) Current and historical information about the Bishops and Dioceses of the Catholic Hierarchy around the world, su catholic-hierarchy.org.
- (EN) Salvador Miranda, Clement VI, su fiu.edu – The Cardinals of the Holy Roman Church, Florida International University. URL consultato il 29 luglio 2015.